# Chabuata crenilinea
Chabuata crenilinea là một loài bướm đêm trong họ Noctuidae.